# LaVonna Martin
LaVonna Ann Martin-Floreal, ameriška atletinja, * 18. november 1966, Dayton, Ohio, ZDA.
Nastopila je na poletnih olimpijskih igrah v letih 1988 in 1992, ko je osvojila srebrno medaljo v teku na 100 m z ovirami. Na svetovnih dvoranskih prvenstvih je osvojila srebrno medaljo v teku na 60 m z ovirami leta 1993, na panameriških igrah pa zlato medaljo v teku na 100 m z ovirami leta 1987.